# Сокольський Роман Петрович
Сокольський Роман Петрович, псевдо «Ворон», (англ. Roman Sokolsky) (1921 с. Завалів — 20 жовтня 2008, Гартфорд (Коннектикут)) — голова Спілки української молоді в с. Завалів, діяч ОУН, підрайоновий провідник УПА, вояк Української дивізії «Галичина», Першої Української дивізії Української національної армії

## Біографія
Народився в сім'ї Петра та Марії (Шкіра) Сокольських у 1921 році. Мав двох братів — Богдана й Остапа.
Навчався у школах Підгаєць і Бережан. Був головою СУМ (Спілки української молоді) в с. Завалів.
З приходом більшовиків у 1939 році працював на пошті в Завалові, а за німців — на головній пошті в Підгайцях. Будучи членом ОУН, займав пост підрайонового провідника і вишколював молодих телефоністок, яких готували до праці в УПА. З відступом німців, за дозволом Організації, вступає разом із братами до Української Дивізії «Галичина», згодом - Першої Української дивізії Української національної армії. Після військового вишколу пройшов фронтами від Бродів до Словаччини, Югославії, Австрії, де й попав в американський полон. 
Після війни виїхав до США, де був активним діячем в українських громадських організаціях.
Там одружився з Анною Пришляк (1931-1994), яка разом із батьками емігрувала до США у 1944 році із с. Заставче. Разом мали трьох дітей - Романа, Орисю та Ореста
20 жовтня 2008 року помер у місті Гартфорд (Коннектикут).